# Solopaca
Solopaca (Surrupaca in dialetto locale) è un comune italiano di 3 412 abitanti della provincia di Benevento in Campania.

## Origini del nome
L'origine è incerta. Secondo alcuni il nome deriva dal latino Sol opacus, ossia paese poco soleggiato. Secondo altri il nome deriva dal latino sub pago, cioè villaggio "che è sotto", riferendosi alla sua posizione geografica, sotto il monte Taburno.

## Geografia fisica
Solopaca si estende ai piedi del massiccio del Taburno - Camposauro, delimitato a nord dal corso del fiume Calore.
Il centro abitato è caratterizzato per la sua forma stretta e lunga 1,5 km.
Il territorio comunale sino al 1934 era molto più esteso e comprendeva anche la frazione di Telese Terme, divenuto comune autonomo in tale anno.

## Storia
Il territorio comunale di Solopaca fu abitato sin dall'antichità come hanno testimoniato diversi ritrovamenti archeologici effettuati nel corso degli anni nel territorio comunale.
Le prime citazioni documentate risalgono però al XII-XIII secolo dove il centro abitato è citato con diverse denominazioni.
Nel 1198, nel registro dei defunti di una confraternita di Benevento, era annotata la morte di un certo "Petrus marandu de Casali Sancti Johannis de Surrepaca". Un altro defunto di Surrepaca venne annotato nello stesso registro nel 1208.
È opinione diffusa tra gli storici che Solopaca nacque come casale (centro minore o frazione) di Telesia probabilmente dopo la distruzione portata alla città telesina dalle incursioni saracene e dal successivo terremoto degli anni 846-848 d.C.
A sostegno di tale tesi ci sono alcuni articoli degli Statuti di Telese, scritti tra il 1197 e il 1250 dal notaio Antonello di Cerreto Sannita. In questi Statuti si fa menzione ai casali dipendenti amministrativamente da Telese: "Sancti Salvatoris e Cavarum, Sorropache ei Sancti Johannis, Pullianj et Sale, Veneris, Ragete".

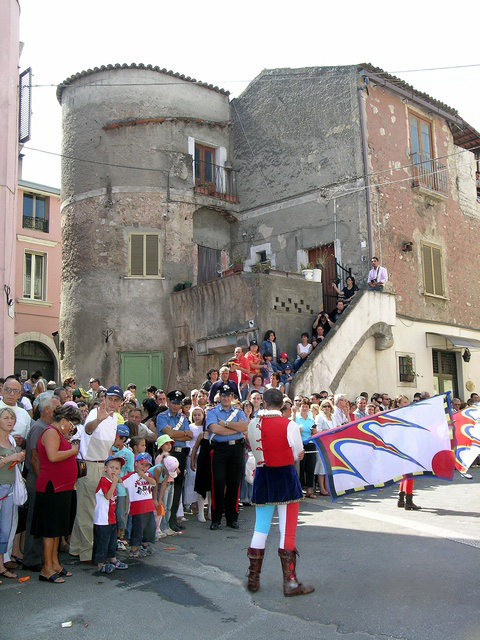
La torre superstite del castello, durante la festa dell'uva.

Nel 1268 Solopaca, insieme con Telese, fu data da Carlo I d'Angiò a Guglielmo Belmonte, grande ammiraglio del regno.
A seguito del terremoto del 1349 e delle conseguenti nascite di mofete ed esalazioni di vapori sulfurei, Telese a poco a poco si spopolò incrementando la popolazione dei comuni vicini come Solopaca.
In quel periodo la cittadina si divideva in più rioni: Capriglia, Precusi e Telesini. Il primo è ritenuto tradizionalmente il più antico anche se il Pescitelli, storico locale, confuta tale tesi dato che in diversi documento è citato come "Terra nova" ad indicare che fu l'ultimo in ordine di tempo ad essere costruito. Il secondo deriva il nome da una cinta di mura con i quali i cittadini si dotarono. Il terzo prende il nome dai profughi di Telese scampati alle devastazioni di quella città.
Nel XIV secolo fu feudo dei Monsorio che la ebbero sino alla fine del XV secolo salvo una breve parentesi la vide feudo dei normanni Sanframondo.
Dal 1487 fu un possedimento dei Lagonessa per poi passare ai Ceva Grimaldi che acquistarono Telese e Solopaca nel 1574.
I Ceva Grimaldi governarono la cittadina per due secoli con il terrore eseguendo perquisizioni e carcerazioni arbitrarie, corrompendo i magistrati comunali ed eseguendo torture e pene corporali. Nel 1662 il duca Antonio Ceva Grimaldi allarmò la cittadina per aver perso il suo anello di smeraldo. Un certo Pompeo Petrucci, mercante proveniente da un paese vicino, trovò l'anello e lo consegnò al duca ma questi invece di ringraziarlo ordinò che gli si dessero "mille mazzate a carne ignuda".
Un altro grave episodio avvenne nel 1727 quando una donna, dopo torture disumane perpetrate dalle guardie del duca, fu costretta a dichiararsi colpevole di un reato col quale non aveva nulla a che fare.
Il terremoto del 5 giugno 1688 provocò ingenti danni alla cittadina.
Ultimi feudatari furono i di Sangro che ressero Solopaca sino all'eversione della feudalità nel 1806.
Il paese nel 1835 salutò la visita del sovrano Ferdinando II delle Due Sicilie, venuto per inaugurare il ponte Maria Cristina.
Dal 1861 fa parte della provincia di Benevento.

### Simboli
Lo stemma del comune è di forma ovale e vi è rappresentato un triplice monte, sormontato da un sole nascente e fondato su una fertile valle attraversata dal fiume Calore. Il gonfalone in uso è un drappo di azzurro.

## Monumenti e luoghi d'interesse

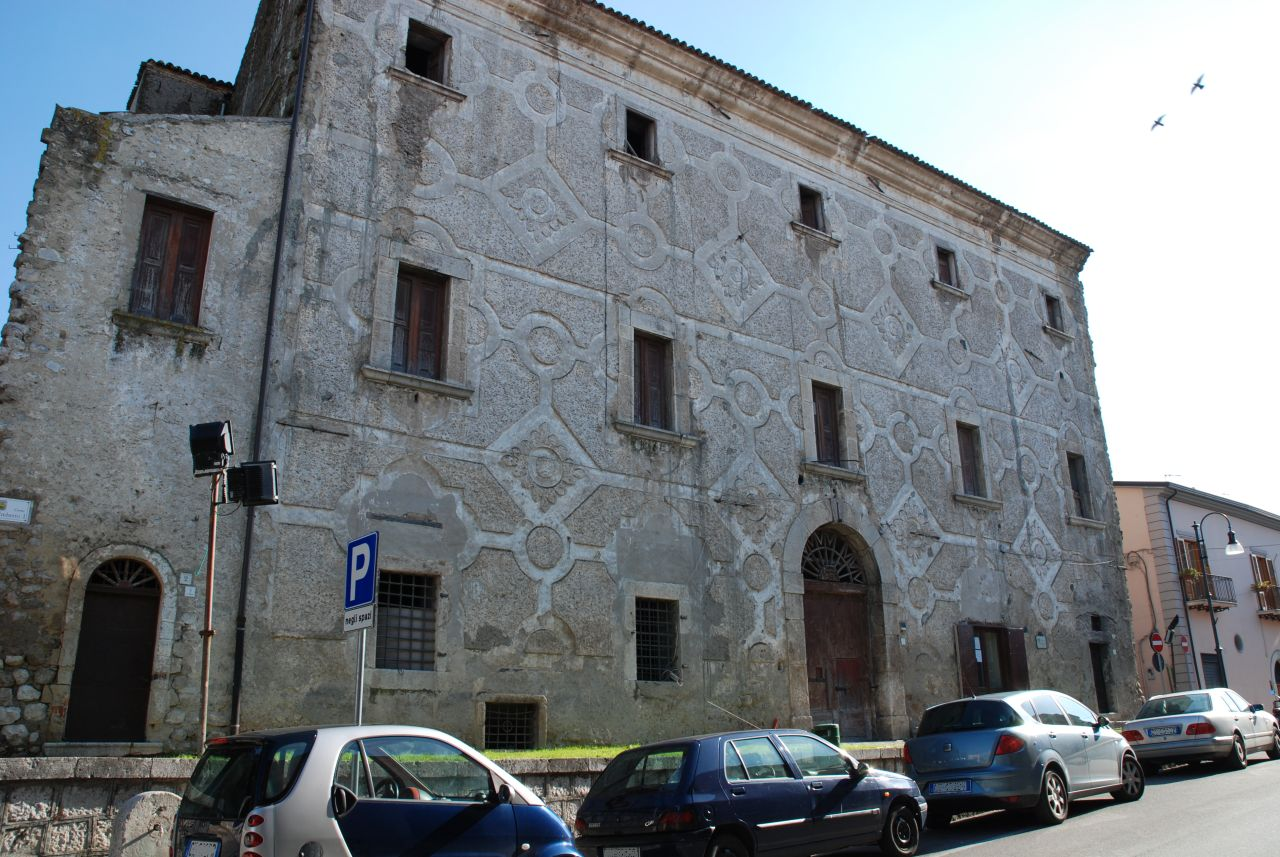
Palazzo ducale

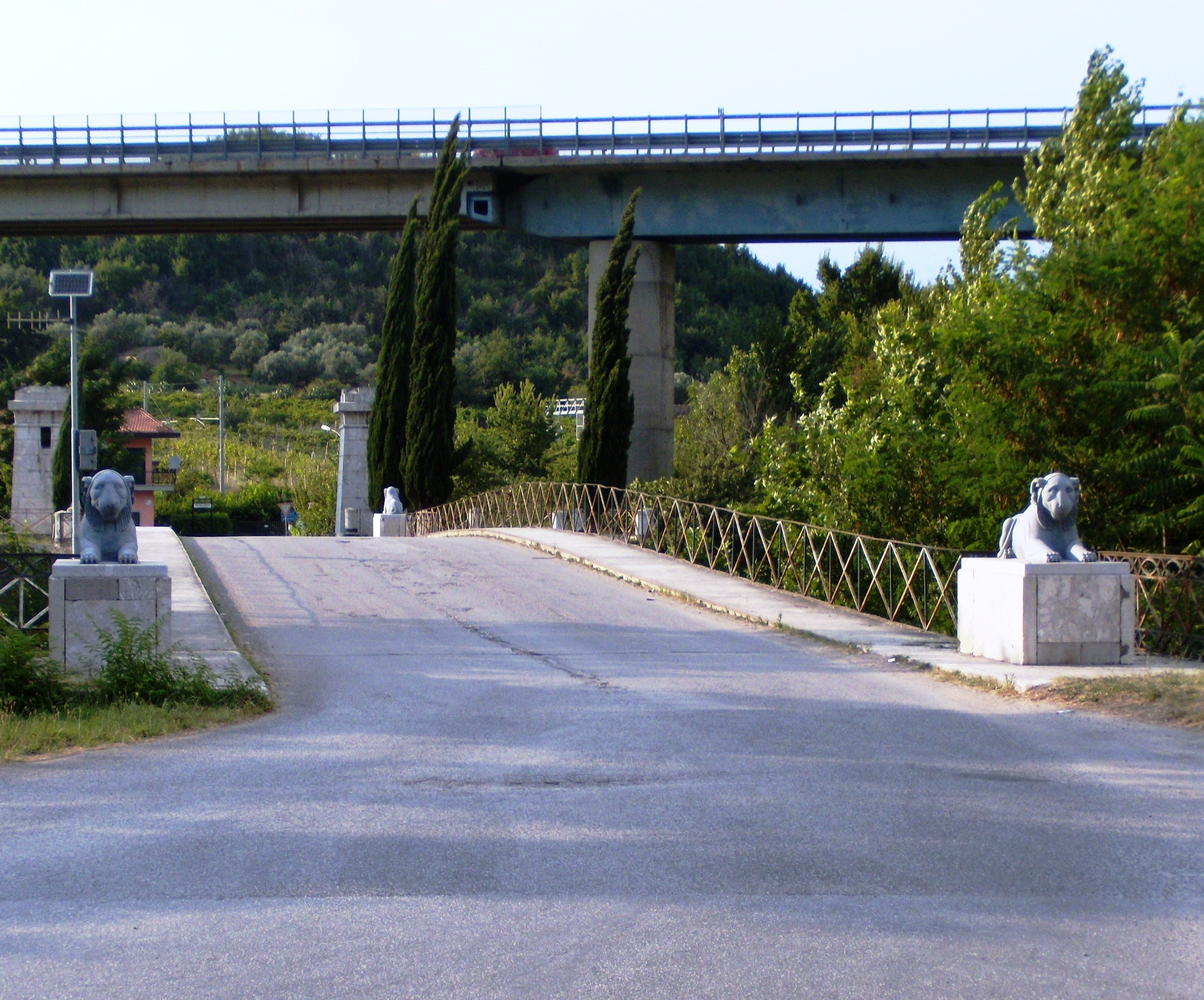
Ponte Maria Cristina

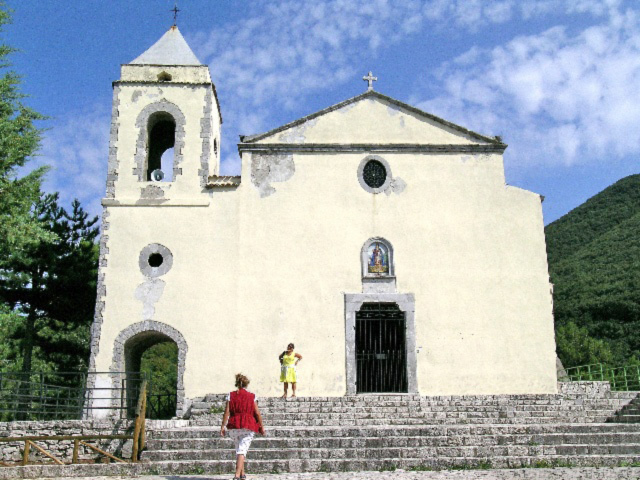
Santuario della Madonna del Roseto

Il centro storico di Solopaca, dalla caratteristica forma allungata, conserva edifici storici di grande pregio artistico.

### Architetture religiose
- Chiesa di San Martino, già dal primo Trecento officiata da un arciprete;
- Chiesa di San Mauro, riedificata nel 1682 ma contenente un'antica scultura del Santo, portata qui dagli sfollati della vicina Telesia a seguito del terremoto del 1349;
- Chiesa madre o chiesa del Corpo di Cristo (inaugurata nel 1660), dalle decorazioni tipicamente barocche, con l'attiguo campanile in stile vanvitelliano, terminato nel 1794;
- Chiesa della Madonna del Carmelo, edificata nel 1864, si trova nei pressi di piazza Vittoria;
- Chiesa di San Leonardo, edificata nel 1835;
- Chiesa di Santa Maria te Amo, nei pressi della chiesa di San Mauro;
- il santuario della Madonna del Roseto, santuario benedettino sino al 1803, conserva una statua lignea della Madonna di fattura bizantina.

### Architetture civili
- Palazzo Ducale dei Ceva - Grimaldi (1672), con la facciata decorata a rinzaffo situato sul corso Umberto I
- Palazzo Cutillo - Perlingieri
- Palazzo Stefano Cusani
- Palazzo della Contessina Margherita Americo Fasani, in Via Capitano Leonardi
- Palazzo Abbamondi
- Palazzo Aceto
- Palazzo Giambattista, abbattuto agli inizi degli anni '80

### Architetture militari
- Castel San Martino, castello normanno dell'XI secolo, del quale resta una torre circolare in prossimità della chiesa madre.

### Altro
- il ponte Maria Cristina;

### Aree naturali
- Villa comunale
- Giardinetti "Capriglia"
- Giardini "Palazzo Cutillo"
- Parco Giochi
- Fontana Bolla, sorgente carsica.
- Fontana dei Monaci
- Casa delle Fate

## Cultura

### Biblioteche
Nel Palazzo Cutillo è situata la biblioteca comunale dedicata al filosofo solopachese Stefano Cusani. Fondata nel 1984, dal 2011 la Pro Loco ne gestisce l'apertura al pubblico e i servizi che offre. Dal 2012 fa parte di SBN (Servizio Bibliotecario Nazionale). Nella biblioteca sono raccolti testi redatti su Solopaca, sulla sua antica storia e su il Sannio.

### Scuole
A Solopaca son presenti vari gradi d'istruzione, come ad esempio l'istruzione elementare, l'istruzione materna e secondaria dell'Istituto Comprensivo e quella superiore. L'istruzione superiore è invece erogata dal liceo Economico - Sociale (LES).

### Musei
Il Museo Eno-Gastronomico (MEG), situato nell'antico Palazzo Cutillo nei pressi del Municipio, è stato inaugurato nel 2005 dall'amministrazione comunale. Il Museo raccoglie reperti della lavorazione contadina ed una biblioteca gastronomica, ospita gallerie fotografiche e svolge consulenze nelle manifestazioni culturali.

## Società

### Evoluzione demografica
Abitanti censiti

## Economia

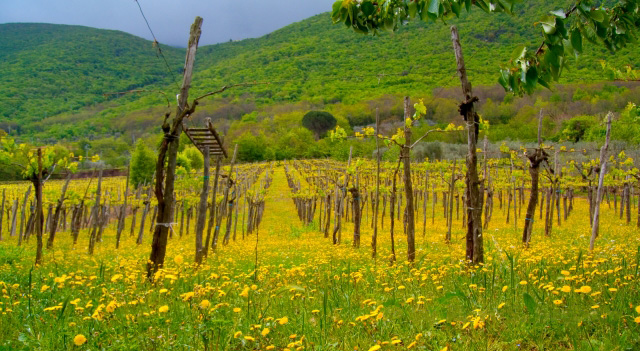
Un vigneto di Solopaca

Oggi Solopaca è fra i centri economici più attivi del Sannio, noto per la produzione di vino ed in particolar modo del Solopaca DOC bianco e rosso, nonché di Aglianico e Falanghina, famoso in Europa, Australia, Russia e addirittura in Giappone.

## Eventi
- Festa dell'uva

La festa si tiene la seconda domenica di settembre, ed include una sfilata di Carri allegorici rivestiti di uva allestiti nei rioni del paese. Le sue origini sono molto antiche: la prima festa risale al XVII secolo quando per le strade del paese sfilavano carri trainati da buoi che trasportavano doni come uva, granturco e polli da offrire alla Madonna Addolorata per ringraziarla del buon raccolto. In questa occasione gli abitanti del paese addobbano i propri rioni con bandiere e stendardi di colori diversi. La festa è organizzata dalla locale Pro Loco, dalla Cantina di Solopaca e dall'amministrazione comunale.

## Amministrazione
Di seguito riportiamo i più recenti sindaci di Solopaca.
| Periodo        | Periodo          | Primo cittadino      | Partito | Carica  | Note          |
| -------------- | ---------------- | -------------------- | ------- | ------- | ------------- |
| 26 giugno 1983 | 29 maggio 1988   | Giovanni Volpe       |         | Sindaco |               |
| 11 agosto 1990 | 23 dicembre 1992 | Vincenzo Di Scala    |         | Sindaco | dimissionario |
| 6 giugno 1993  | 13 maggio 2001   | Claudio Malgieri     |         | Sindaco | 2 mandati     |
| 13 maggio 2001 | 16 giugno 2011   | Pompilio Forgione    |         | Sindaco | 2 mandati     |
| 16 giugno 2011 | 06 giugno 2016   | Antonio Santonastaso |         | Sindaco |               |
| 06 giugno 2016 | attuale          | Pompilio Forgione    |         | Sindaco | -             |

### Gemellaggi
- Arilje, dal 2014[15]

### Altre informazioni amministrative
Il comune fa parte della Comunità montana del Taburno, dell'Associazione Nazionale "Città del Vino" e dell'Unione dei comuni Città Telesina.

## Sport
- Solopaca calcio, calcio a 11 (terza categoria Campania)